# نام سونگ یونگ
نام سونگ یونگ (ナム・スンヨン؛ ۲۳ نوامبر ۱۹۱۲ – ۲۰ فوریهٔ ۲۰۰۱) دونده دو استقامت اهل کره جنوبی بود.
از افتخارات وی میتوان به کسب مدال برنز دو ماراتن در بازی‌های المپیک تابستانی ۱۹۳۶ اشاره کرد.در هنگام کسب مدال برنز بدلیل انکه کره جنوبی در آن زمان بخشی از امپراطوری ژاپن (مستعمر) بود. با پرچم امپراطوری ژاپن در المپیک تابستانی ۱۹۳۶ شرکت کرد